# ميلوفان راكوفيتش
ميلوفان راكوفيتش (بالصربية: Милован Раковић) مواليد 19 فبراير 1985 في جمهورية صربيا الاشتراكية، جمهورية يوغوسلافيا الاشتراكية الاتحادية، هو لاعب كرة سلة صربي. بدأ مسيرته الاحترافية في سنة 2003. تم اختياره من قبل فريق دالاس مافيريكس خلال الدرافت. يبلغ طوله 6 قدم 10 بوصة (2.1 م).

## المسيرة الاحترافية
لعب مع منز سانا 1871 باسكت من سنة 2010 إلى 2012، ثم لعب مع بلباو باسكت في الدوري الإسباني في موسم 2012–2013، ثم لعب مع زينيت سانت بطرسبرغ في الدوري الروسي في موسم 2013–2014، ثم لعب مع تورك تيليكوم في الدوري التركي في موسم 2014–2015، ثم لعب مع جوفينتوت بادالونا في الدوري الإسباني في سنة 2016.

## إحصائيات المسيرة

### الدوري الأوروبي
| السنة   | الفريق              | لعب | بدأ | دقيقة | ميداني% | ثلاثية | حرة  | ارتداد | صنع | استلاب | تصدي | نقطة | أداء |
| ------- | ------------------- | --- | --- | ----- | ------- | ------ | ---- | ------ | --- | ------ | ---- | ---- | ---- |
| 2010–11 | منز سانا 1871 باسكت | 22  | 22  | 17.4  | .547    | .000   | .560 | 3.8    | .4  | .7     | .2   | 8.0  | 6.3  |
| 2011–12 | زالغيريس لكرة السلة | 16  | 2   | 15.5  | .522    | .000   | .567 | 2.6    | .4  | .6     | .3   | 7.1  | 4.6  |
| المسيرة |                     | 38  | 24  | 16.6  | .538    | .000   | .564 | 3.3    | .4  | .6     | .2   | 7.6  | 5.6  |

## روابط خارجية
- ميلوفان راكوفيتش على موقع الاتحاد الدولي لكرة السلة (الإنجليزية)
- ميلوفان راكوفيتش على موقع سبورتس رفرنس (الإنجليزية)
- ميلوفان راكوفيتش على موقع الدوري الإسباني لكرة السلة (الإسبانية)
- ميلوفان راكوفيتش على موقع كرة السلة الأوروبية.كوم (الإنجليزية)
- ميلوفان راكوفيتش على موقع ريلجم (الإنجليزية)
- ميلوفان راكوفيتش على موقع بروبوليرز (الإنجليزية)
- ميلوفان راكوفيتش على موقع سبورتس رفرنس (الإنجليزية)